# シャイン・ラヴ
「シャイン・ラヴ」 (Shine a Little Love) は、エレクトリック・ライト・オーケストラが1979年に発表した楽曲。。

## 概要
アルバム『ディスカバリー』のオープニングナンバー。且つアルバムからのファーストシングルである。英米共に大ヒットを記録した。
ELOならではの方法で構築されたディスコであり、ELOサウンドの1つのプロトタイプとして評価されている。

## その他
- 曲の最後のリフレインでは、「ELO」というコーラスが聴かれる。
- アルバムバージョンでは、イントロの前に逆再生された男声のコーラスが挿入されているが、これは「Die Blümelein sie schlafen」というドイツの民謡であるとされている。
- ベーシストのケリー・グロウカットのプレイが遺憾無く発揮されている。彼曰く、「基本的には自由に弾かせてもらえたから、自分のアイデアを出張らせることができたのさ。」
- イントロは松田聖子の「青い珊瑚礁」（1980年発表。作曲：小田裕一郎、編曲：大村雅朗）のイントロに“引用"されたとされる。「シャイン・ラヴ」のイントロのドラム＆ベース部分に類似したパートの後、ストリングス部分に似たパートが続く形。なお、「青い珊瑚礁」と「シャイン・ラヴ」の日本での販売元は同じCBSソニーだった。
- アローン・イン・ザ・ユニバースツアーではセットリストに組み込まれている。